# Мамнун Хусейн
Мамнун Хусейн (урду ممنون حسین; Mamnoon Hussain нар. 2 березня 1940, Аґра, Індія — 14 липня 2021, Карачі) — 12-й президент Пакистану (2013—2018), бізнесмен, політик, 27-й губернатор провінції Сінд.

## Біографічні відомості
Народився 2 березня 1940 року в індійському місті Аґра в родині промисловця. У 1947 році його батьки переїхали до міста Карачі, що в Пакистані, у результаті розділу Британської Індії. Батько Мамнуна засновник текстильної фабрики. У 1960 році після закінчення середньої школи в Карачі, Мамнун Хусейн вступає до Інституту ділового адміністрування. З 19 червня 1999 по 12 жовтня 1999 року займав посаду губернатора провінції Сінд, але був знятий з поста у результаті військового перевороту на чолі з Первезом Мушаррафом.
Обраний непрямими виборами 30 липня 2013 року. Церемонію інавгурації призначено на 9 вересня 2013 року.